# Jean-Claude Varanne
Pour les articles homonymes, voir Varanne.
Claude Jean, dit Jean-Claude Varanne, né le 12 août 1928 dans le 14e arrondissement de Paris et mort le 25 avril 2008 à Blennes, est un journaliste et militant politique nationaliste d'extrême droite français.
Il est directeur de publication de National-Hebdo de 1993 à sa mort.

## Biographie
Après la Seconde Guerre mondiale, il s'engage en Indochine dans un régiment de tirailleurs marocains. Il quitte l'armée avec le grade de sergent-chef et la croix de guerre des Théâtres d'opérations extérieurs (TOE).
Il exerce ensuite, entre autres, les professions d'agent commercial et de directeur d'une société d'archivage puis, devenu journaliste, collabore d'abord à Valeurs actuelles et au Spectacle du Monde.
Il rejoint L'Agefi, puis est nommé directeur de publication du Crapouillot.
Il préside également le groupe de presse SANH (Société Anonyme National Hebdo) et le Cercle de la presse nationale.
Au niveau politique, il est membre du bureau politique des Comités Tixier-Vignancour, secrétaire général de l'Alliance républicaine pour les libertés et le progrès, membre du comité directeur du Centre national des indépendants et paysans (CNIP) et animateur des clubs Vérités actuelles, puis rejoint le Front national (FN) en 1985.
Varanne se présente sous l'étiquette du parti dans les Yvelines de 1989 à 1996. Conseiller régional d'Île-de-France de 1992 à 1998, puis des Pays-de-la-Loire, il est élu au conseil municipal de Mantes-la-Ville en 1995, où il siège jusqu'en mars 2008.
En 2004, il devient le collaborateur parlementaire de Marine Le Pen, députée européenne. En 2007, il est candidat du FN aux élections législatives dans la 8e circonscription des Yvelines.
En mars 2008, Jean-Claude Varanne conduit pour les élections municipales une liste intitulée « Mantes-la-Ville fait front » : sa liste réunit, lors du premier tour, 8,41 % des suffrages exprimés, sans pouvoir se qualifier pour le second tour.
Il meurt le 25 avril 2008 à l'âge de 79 ans des suites d'une crise cardiaque.